# 科尔比陨击坑
科尔比陨击坑(Corby)是火星刻布壬尼亚区的一座小撞击坑，直径约6.6公里，中心坐标位于北纬42.88度、东经137.56度处，其名称取自在与阿波罗11号一次通讯对话中所提到的英国北安普敦郡城镇科尔比，1979年，被国际天文联合会正式采用。